# ウルトラ出光人
ウルトラ出光人（ウルトラいでみつじん）は、円谷プロダクションによる出光興産のCMキャラクター。2007年1月より出光興産のテレビCMに登場。また公式サイトにてウェブコミックを2007年1月13日から2007年3月10日まで全5話（プロローグ含めて6話）連載。

## 概要
『ウルトラマンゼアス』に続く、10年ぶりの出光タイアップウルトラマン第2弾。
安心の使者「ウルトラマンHotto」、活力の使者「ウルトラマンMotto」、満足の使者「ウルトラマンKitto」の三人組で、ゼアスと同じZ95星雲「ピカリの国」出身という設定。各ウルトラマンの名前は出光のキャッチフレーズ「ほっと安心、もっと活力、きっと満足。出光の約束」からとられたもの。3人の着ぐるみは頭部と手袋のみで、それぞれ出光サービスステーションのユニフォーム、白衣、スーツを着ている。ディフォルメ画、およびキャラクター設定資料では全身像が描かれている（なお、彼らの胸元の模様はそれぞれの名前の頭文字（MottoならM）を象ったものとなっており、この全身像でそれを確認することができる）。
宇宙人の悪い行いにより人類がピンチに陥り、出光人が悲しみや怒りの涙を流す時、彼らはウルトラ出光人へと変身し研究に研究を重ねて人類に平和と発展をもたらす。
デザインは、当時ゼアスのデザインを担当していた杉浦千里が亡くなったため、丸山浩が担当している。マスクはゼアスの原型を流用し、オリジナルのゼアスの絵を参考に5つの改造案を出している。表情に変化を付けるため、ガイアの目を入れた案も描かれており、造形では初代マンやティガの目も入れたものも製作された。
ヘルメットは出光マークが入ったヘルメットを借りて開米プロがそれぞれの形に合わせて製作している。

## 設定
ウルトラマンHotto
出光のサービスステーションを主な活動場所にしている。得意技は人々を安心させる「ホット光線」。ウェブコミック版では最終回だけに登場。
最終話では3人のウルトラ出光人が知恵をしぼり、「マジックトップ・スイング」で街の平和を守る。
- デザインは初代マンのタイプをベースにしている。耳の形を変えたものが決定稿となり、デザイン画では胸部に「H」と入っているが、CMでは白衣を着ているため、スーツは製作されていない。その後、プレゼントフィギュア製作のために全身図が描かれた。

ウルトラマンMotto
普段は出光興産中央研究所や化学開発センターなどで活動している。得意技は人々に活力を与える「モット光線」。ウェブコミック版の全てに登場している。
第一話では研究に研究をかさね、「ボトキラー・シャワー」をあみだした。
第二話では困難を極めた研究の末に「アダマンテート・アターック」をあみだした。
第四話では困難を極めた研究の末に「ナチュラル・ポリマー・バリヤー (N・P・B)」をあみだした。
- デザイン画では胸部に「M」と入っている。

ウルトラマンKitto
主な活動場所はない。得意技はまわりに光を与える「キット光線」。
第三話ではMottoと協力し、新技術「有機ELフラッシュ」を開発する。
- 耳の中に耳があったものと、耳が大きくなったものが描かれ、小さな耳のほうが採用された。デザイン画では胸部に「K」と入っている。

## テレビCM版
- 登場編
- 製品編
- アグリバイオ編
- 風力発電編

## ウェブコミック版
タイトルの右にある括弧内の名前は、登場した怪獣・宇宙人である。
1. 堕ちた果実（腐敗細菌・灰色カビキング）
2. 消滅10秒前（ミクロ星人・ミゾルン）
3. 暗黒列島（闇将軍・ダークール）
4. 乾燥からの脱出（吸水怪虫・デッザートン）
5. 宇宙からの届け物（最終話）（食物星雲・ゼリーン）